# Inhu-dong
Inhu-dong (koreanska: 인후동) är en stadsdel i staden Jeonju i provinsen Norra Jeolla, i den centrala delen av Sydkorea, 190 km söder om huvudstaden Seoul. Den ligger i stadsdistriktet Deokjin-gu.

## Indelning
Administrativt är Inhu-dong indelat i:
| Namn    | Namn             | Yta km² | Invånare 31 dec 2020 |
| ------- | ---------------- | ------- | -------------------- |
| 인후1동 | Inhu 1(il)-dong  | 1,08    | 18 653               |
| 인후2동 | Inhu 2(i)-dong   | 1,48    | 11 751               |
| 인후3동 | Inhu 3(sam)-dong | 1,73    | 32 665               |